# Elizabeth Rona
Elizabeth Rona (Budapest, Hongria, 20 de març de 1890 – Oak Ridge, Tennessee, 27 de juliol de 1981) fou una química nuclear hongaresa nacionalitzada estatunidenca, coneguda pel seu treball amb isòtops radioactius. Després de desenvolupar un mètode millorat de preparació de mostres de poloni, va ser reconeguda internacionalment com la principal experta en la separació d'isòtops i la preparació del poloni. Entre 1914 i 1918, durant el seu estudi postdoctoral amb George de Hevesy, va desenvolupar la teoria que la velocitat de difusió depèn de la massa dels núclids. Atès que només havien estat identificats uns quants elements atòmics, la confirmació de l'existència d'urani-Y va ser una important contribució a la química nuclear. Fou guardonada amb el Premi Haitinger de l'Acadèmia Austríaca de Ciències el 1933.

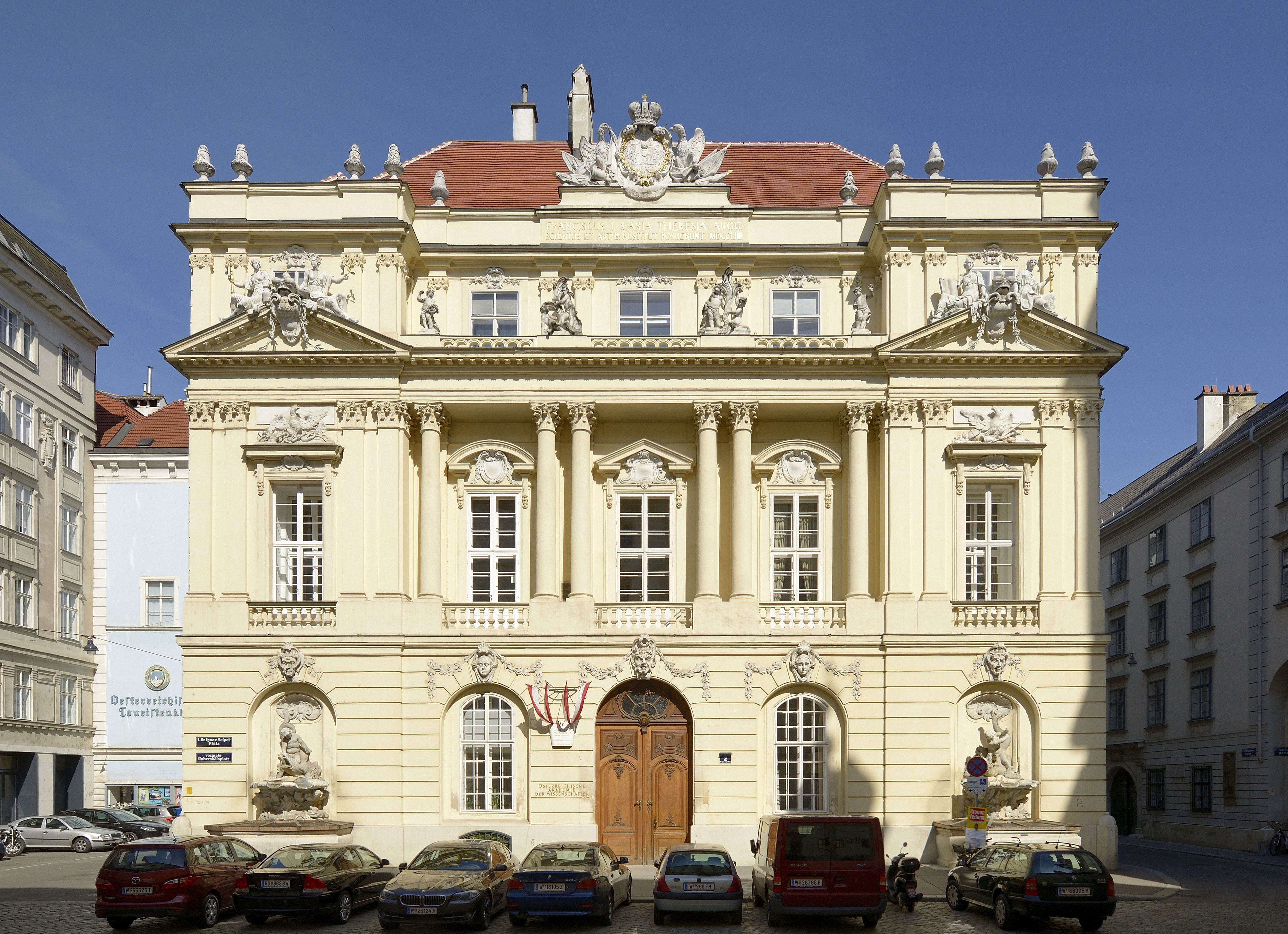
Acadèmia Austríaca de Ciències

Després d'emigrar als Estats Units el 1941, l'Institut Carnegie li va concedir una beca per continuar amb la seva investigació i proporcionà informació tècnica sobre els seus mètodes d'extracció de poloni al Projecte Manhattan. Més endavant en la seva carrera, es va convertir en professora de química nuclear a l'Institut Oak Ridge d'Estudis Nuclears i després de 15 anys va marxar a l'Institut de Ciències del Mar de la Universitat de Miami. Tant a Oak Ridge com a Miami, va continuar el seu treball en geocronologia d'elements del fons de la mar i datació radiomètrica. Fou inclosa pòstumament al Tennessee Women's Hall of Fame el 2015.

## Primers anys i educació
Elizabeth Rona va néixer el 20 de març de 1890 a Budapest, actual Hongria, llavors part de l'Imperi Austrohongarès, de la unió d'Ida, (de soltera Mahler) i Samuel Róna. El seu pare era un pròsper metge jueu que va treballar amb Louis Wickham i Henri-August Dominici, fundadors de la radioteràpia de radi, per introduir les tècniques a Budapest, i instal·lat una de les primeres màquines de raigs X allà. Elizabeth volia ser metge com el seu pare, però ell creia que seria massa difícil per a una dona assolir aquesta professió. Encara que va morir quan ella estava en el seu segon any de la universitat, el pare de Rona li havia encoratjat i estimulat el seu interès per la ciència des de molt jove. Es va inscriure a la Facultat de Filosofia de la Universitat de Budapest, on estudiaria química, geoquímica i física, i va obtenir el doctorat el 1912.

## Primers anys de carrera

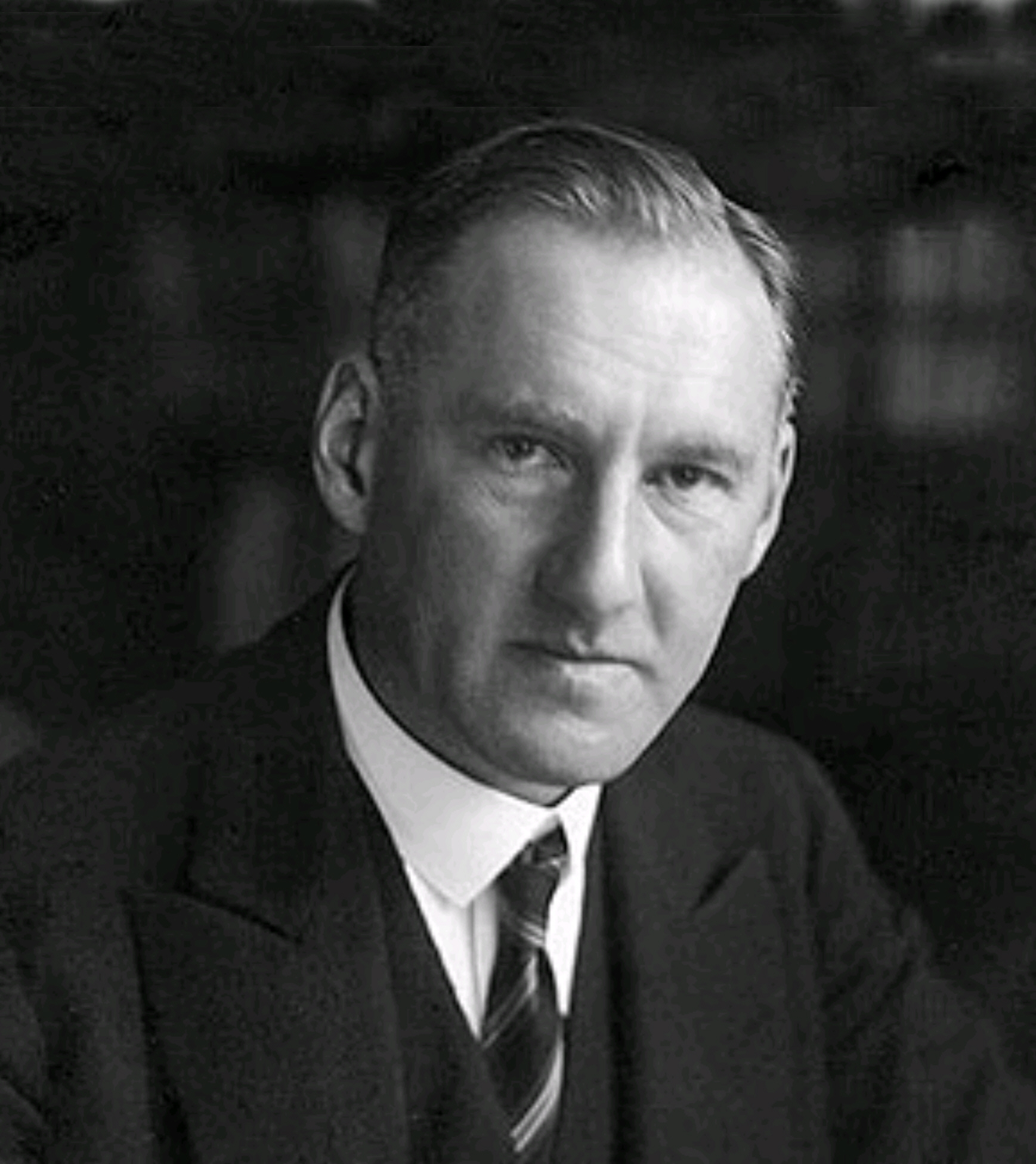
Kasimir Fajans, ca. 1938, instructor de post-doctorat de Rona

Rona va començar la seva formació postdoctoral a 1912 a l'Institut de Fisiologia Animal a Berlín i a l'Institut Kaiser Wilhelm, amb l'estudi del llevat com a reactiu. El 1913 es va traslladar a la Universitat de Karlsruhe, on va treballar sota la direcció de Kasimir Fajans, el descobridor dels isòtops, durant els vuit mesos següents. Durant l'estiu de 1914, va estudiar al University College de Londres, però va tornar a Budapest amb l'esclat de la Primera Guerra Mundial. Va trobar una feina a l'Institut Químic de Budapest i va completar un article científic sobre la «constant de difusió de radó en l'aigua». Treballant amb George de Hevesy, se li va demanar que verifiqués un nou element que en aquell moment es va denominar urani-Y, ara conegut com a Th-231. Encara que altres havien fracassat per confirmar l'element, Rona va ser capaç de separar l'urani-Y a partir d'elements interferents, demostrant que era un emissor beta (β-emissió) amb una vida mitjana de 25 hores. L'Acadèmia de Ciències d'Hongria va publicar les seves troballes. Rona encunyà per primera vegada els termes «marcatge isotòpic» i «traçador isotòpic» durant aquest estudi, i feu notar que la velocitat de difusió depèn de la massa dels núclids. Tot i ésser esmentada en una nota a peu de pàgina, aquesta va ser la base per al desenvolupament dels estudis sobre espectròmetre de masses i aigua pesant duts a terme més endavant per altres científics. A més de la seva competència científica, Rona parlava anglès, francès, alemany i hongarès.

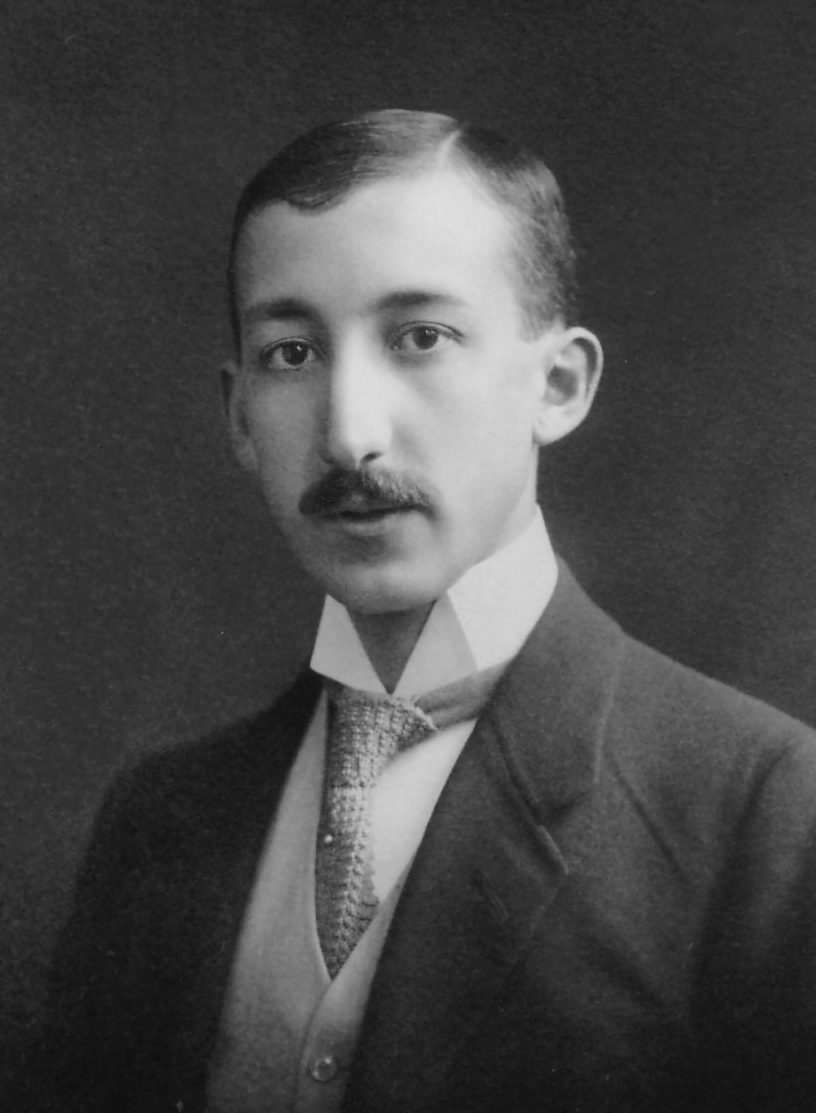
George de Hevesy, ca. 1913

Quan Hevesy va deixar Budapest, el 1918 Franz Tangl, un destacat bioquímic i fisiòleg de la Universitat de Budapest, oferí a Rona un lloc com a professora. Ensenyà química a estudiants seleccionats als quals Tangl sentia que havia deixat un coneixement insuficient per completar el treball del curs, i es convertí en la primera dona que va ensenyar química a nivell universitari a Hongria.
L'apartament en el qual Rona i la seva mare vivien va ser confiscat quan els comunistes van envair Hongria el 1919. A causa de la inestabilitat política i la persecució d'aquells amb simpaties comunistes durant la lluita contrarevolucionària del terror blanc, una quantitat cada vegada més gran de treball a l'Institut va anar a parar a mans de Rona. Quan se li va oferir, per part d'Otto Hahn un càrrec el 1921 per tornar a Dahlem i a l'Institut Kaiser Wilhelm, Rona hi va renunciar. Es va unir al personal de Hahn a Berlín per separar el ioni (ara conegut com a Th-230) a partir d'urani. La hiperinflació a la República de Weimar la va obligar a traslladar-se a l'Institut de fibres tèxtils de Kaiser Wilhelm, atès que la investigació pràctica era l'únic treball permès en aquell moment. La investigació teòrica, sense aplicació essencial, no era una prioritat. La seva formació li va permetre tornar a una Hongria més estable i acceptar allà una feina en una fàbrica tèxtil el 1923. No li importava la feina i aviat la va deixar, per unir-se a l'equip de l'Institut per a la Investigació sobre el Radi de Viena el 1924, a petició de Stefan Meyer. La seva recerca es va centrar en el mesurament de l'absorció i el rang dels raigs d'hidrogen, així com en el desenvolupament del poloni com un material radioactiu alternatiu al radi.

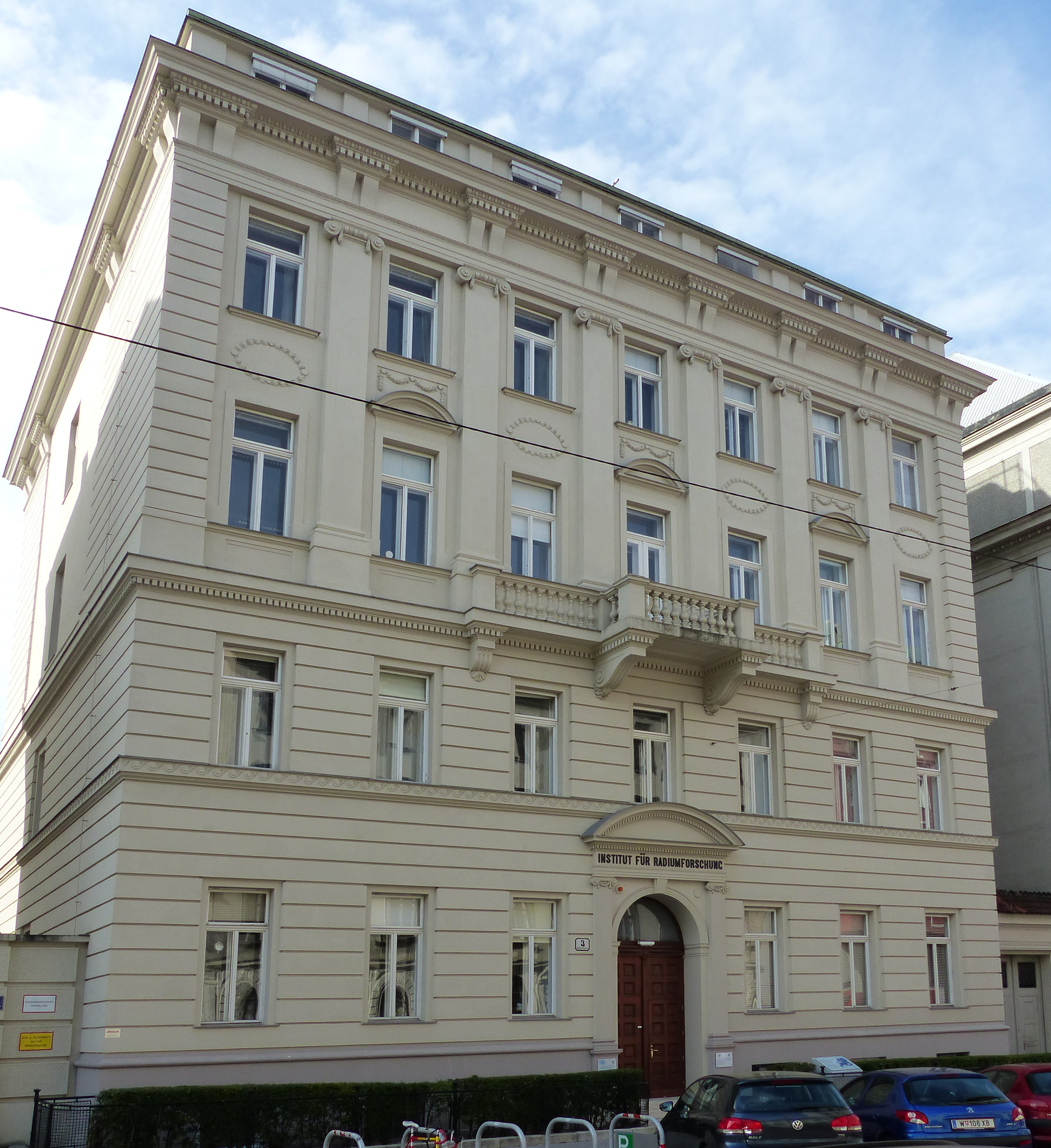
Institut per a la Investigació sobre el Radi, Viena

## Àustria
Ja el 1926, Meyer havia escrit a Irène Joliot-Curie per suggerir-li que Rona treballés amb ella per aprendre com el seu laboratori podria fer les seves pròpies mostres de poloni. Un cop Hans Pettersson va ser capaç d'assegurar els fons per pagar les despeses de Rona, Joliot-Curie li va permetre venir a estudiar la separació de poloni a l'Institut Curie de París. Rona va desenvolupar un mètode millorat de preparació de fonts de poloni i la producció d'alfa-emissions (α-emissió). Havent aconseguit el reconeixement com a experta en el camp, va portar de tornada aquestes habilitats a l'Institut del Radi, juntament amb un petit disc de poloni. Aquest disc va permetre Rona de crear mostres de laboratori de poloni, que van ser utilitzades en gran part de la investigació posterior de l'Institut.

Les seves habilitats tenien una gran demanda i va dur a terme moltes col·laboracions a Viena. Treballà amb Ewald Schmidt en la modificació del mètode de vaporització del poloni de Pau Bonét-Maury; amb Marietta Blau sobre emulsions fotogràfiques de raigs d'hidrogen; i amb Hans Pettersson. El 1928, Pettersson li va demanar que analitzés una mostra de sediment marí per determinar el seu contingut de radi. Atès que el laboratori on estava treballant estava contaminat, va prendre les mostres al laboratori oceanogràfic situat a l'Estació d'Investigació Marina Bornö situada a Stora Bornö, Gullmarsfjorden, Suècia, que es convertiria en el seu destí de recerca d'estiu durant els dotze anys següents. Les seves anàlisis amb Berta Karlik sobre les vides mitjanes de l'urani, el tori i la descomposició de l'actini identificaren la datació radiomètrica i els rangs elementals de partícula alfa. En 1933, Rona i Karlik van guanyar el Premi Haitinger atorgat per l'Acadèmia Austríaca de Ciències.

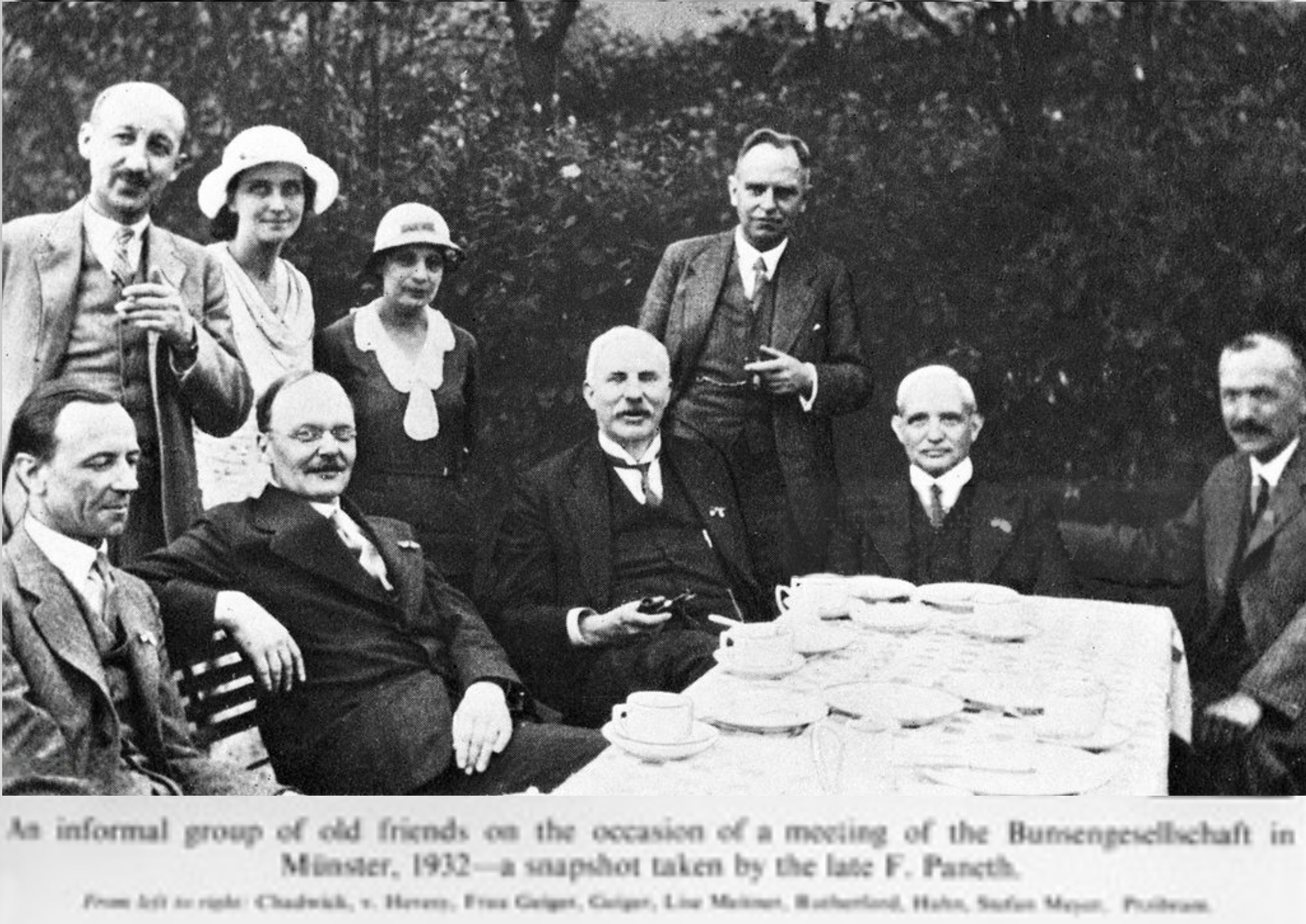
Dempeus, d'esquerra a dreta: George de Hevesy, la senyora Geiger, Lise Meitner, Otto Hahn. Asseguts, d'esquerra a dreta: James Chadwick, Hans Geiger, Ernest Rutherford, Stefan Meyer, Karl Przibram, Bunsentagung Internacional de radioactivitat a Münster (16-19 de maig de 1932)

El 1934, Rona estava de tornada a París per estudiar amb Joliot-Curie, que havia descobert la radioactivitat artificial. Poc després, Curie va morir i Rona va emmalaltir, però va ser capaç de tornar a Viena a final de l'any següent per compartir allò que havia après amb un grup d'investigadors format per Pettersson, Elizaveta Karamihailova, i Ernst Føyn, el qual treballava com a ajudant d'Ellen Gleditsch en aquella època. Els seus estudis es van centrar en a la investigació de l'efecte causat pel bombardeig de radionúclids amb neutrons. El 1935 Rona va consolidar algunes d'aquestes relacions, treballant en Stora Bornö, a continuació, visitant Gleditsch a Oslo, i després viatjant a Copenhaguen per veure Hevesy, i més tard a Kålhuvudet, Suècia per reunir-se amb Karlik i Pettersson. Un dels projectes en què el grup havia estat treballant durant diversos anys va ser determinar si existia alguna correlació entre la profunditat de l'aigua i el contingut de ràdio i a partir de les seves investigacions a l'aigua de mar va avaluar la concentració d'elements en l'aigua de mar recollida de diferents llocs.
Després de l'Anschluss de 1938, Rona i Marietta Blau van abandonar l'Institut del Radi a causa de la seva ascendència jueva i la persecució antisemita que van experimentar al laboratori. Rona primer va tornar a Budapest i va treballar en un laboratori industrial, però al cap d'uns mesos es va eliminar el seu lloc de treball. Va treballar d'octubre a desembre de 1938 a Suècia, i després va acceptar una feina temporal d'un any a la Universitat d'Oslo, que havia estat oferta per Gleditsch. Reticent a marxar de casa, al final del seu any a Oslo, Rona va tornar a Hongria. Va aconseguir una feina a un hospital de Budapest, per preparar radi per a finalitats mèdiques.

## Emigració
Davant de la invasió russa d'una banda i la implicació nazi a Hongria durant la Segona Guerra Mundial de l'altra, a principis de 1941 Rona va obtenir un visat de visitant i va fugir als Estats Units. Durant tres mesos va estar a l'atur i fou sospitosa de ser una espia, tot i que ella va buscar l'ajuda dels científics amb qui havia treballat a Europa per trobar feina. En una reunió de l'American Physical Society, va conèixer el físic austríac Karl Herzfeld, que la va ajudar a assegurar-se un lloc de professor al Trinity College de Washington, D.C. Durant aquest període va aconseguir una beca de la Carnegie Institution for Scienceper investigar al laboratori geofísic de l'Institut Carnegie, treballant en l'anàlisi d'aigua de mar i sediments. Entre 1941 i 1942, va dur a terme la seva tasca al Carnegie en conjunció amb la Institució Oceanogràfica Woods Hole, mesurant de la quantitat de radi en l'aigua del mar i l'aigua del riu. El seu estudi, acabat en 1942, va mostrar que la relació de radi a urani era menor en l'aigua de mar i més alta en l'aigua del riu.
Després de tornar d'una visita a l'estiu a Los Altos (ciutat de Califòrnia), Rona va rebre un vague telegrama de l'Institut d'Òptica a la Universitat de Rochester en referència a treballs de guerra i el poloni, però no hi havia detalls d'una assignació. Quan Rona respongué que estaria interessada a ajudar en l'esforç de guerra, però que tenia problemes amb immigració, un home que es va identificar com a Brian O'Bryen va aparèixer a la seva oficina i li va explicar la naturalesa del treball confidencial per al Projecte Manhattan. Li van proposar la compra del seu mètode d'extracció de poloni i li van donar instruccions específiques per al tipus d'assistents que podria utilitzar algú no familiaritzat amb la química o la física. La seva condició de no ciutadana estatunidenca no li impedí treballar per a l'Oficina d'Investigació i Desenvolupament Científic (OSRD, per les seves sigles en anglès), a la qual va donar als seus mètodes sense compensació. Abans del projecte Manhattan, el poloni només s'havia utilitzat en mostres petites, però el projecte proposava utilitzar tant el poloni i com el beril·li per crear una reacció que forcés l'expulsió dels neutrons i iniciés la reacció de fissió requerida per a la bomba atòmica. D'acord amb les seves especificacions per a allò que es necessitava per a processar l'element, es van construir plantes de plutoni al desert de Nou Mèxic, en el Laboratori Nacional Los Alamos, però a Rona no li'n van donar detalls.
Els mètodes de Rona també es van utilitzar com a part dels experiments realitzats per l'Oficina d'experiments de radiació amb humans per determinar els efectes de l'exposició humana a la radiació. Al principi de la seva carrera, ella havia estat exposada als perills del radi. Les sol·licituds de Rona per obtenir màscares de gas de protecció van ser denegades, atès que Stefan Meyer va minimitzar els perills de l'exposició. Ella va comprar equip de protecció amb els seus propis diners, perquè no es creia que no hi hagués perill. Quan les vials de material radioactiu van explotar i el laboratori es va contaminar, Rona estava convençuda que la seva màscara l'havia salvada. Gleditsch també li havia advertit dels perills l'any que Rona estigué malalta i vivint a París, quan Joliot-Curie va morir, i va posar l'accent en el risc d'una anèmia relacionada amb el radi. En el seu llibre de 1978 sobre les seves experiències, Rona va escriure sobre el dany als ossos, les mans i els pulmons dels científics que estudien la radioactivitat. Atès que no usaven guants i sovint abocaven substàncies entre els vials sense protecció, va observar que els seus polzes, dits índex i dits anulars es danyaven sovint. El secret que envoltava el projecte feia difícil saber si algun dels científics, no involucrats directament en algun projecte, sabia específicament amb quina finalitat s'utilitzaven les seves contribucions.

## Darrers anys de carrera
Rona va continuar ensenyant fins al 1946 al Trinity. El 1947, va començar a treballar al Laboratori Nacional Argonne. El seu treball es va centrar en les reaccions d'intercanvi iònic i va publicar diverses obres per a la Comissió de l'Energia Atòmica dels Estats Units. El 1948 va adquirir la ciutadania estatunidenca. El 1950, va començar el treball de recerca a la Institut d'Estudis Nuclears Oak Ridge com a química i científica sènior en estudis nuclears.Durant aquest període, va col·laborar amb la Universitat Texas A&M en la geocronologia dels sediments del fons marí, datant mostres de nuclis mitjançant l'estimació de la seva desintegració radioactiva. Es va retirar d'Oak Ridge el 1965 i després es va posar a treballar a la Universitat de Miami, fent classes a l'Institut de Ciències del Mar on va treballar durant una dècada. Rona es va retirar per segon cop el 1976 i va tornar a Tennessee a la fi de 1970. El 1978 va publicar un llibre sobre els seus mètodes traçadors radioactius.
Rona va morir el 27 de juliol de 1981 a Oak Ridge, Tennessee. Va ser inclosa pòstumament al Tennessee Women's Hall of Fame el 2015.

## Obres selectes
- Róna, Erzsébet. A bróm és az egyértékű aliphás alkoholok (en hongarès).  Budapest, Hongria: Budapesti Tudományegyetem, 1912.[37]
- Róna, E. «Az urán átalakulásairól» (en hongarès). Mathematikai és Természettudományi Értesítő [Budapest, Hongria], 35, 1914, pàg. 350.[37]
- Róna, E. «I. Über die Reduktion des Zimtaldehyds durch Hefe. II. Vergärung von Benzylbrenztraubensäure» (en alemany). Biochemische Zeirschrift, 67, 1914, pàg. 137–142.[38]
- Róna, E. «A rádium-emanáczió diffúzióállandója és atomátmérője» (en hongarès). Magyar Chemiai Folyóirat [Budapest, Hongria], 23, 1917, pàg. 156.[37]
- Róna, Elisabeth «Über den Ionium-Gehalt in Radium-Rückständen» (en alemany). Berichte der deutschen chemischen Gesellschaft (A and B Series), 55, 2, 11 febrer 1922, pàg. 294–301. DOI: 10.1002/cber.19220550203.
- Róna, Elisabeth. Absorptions- und Reichweitenbestimmungen an "natürlichen" H-Strahlen (en alemany).  Hölder-Pichler-Tempsky A.G., 1926.
- Róna, Elisabeth; Schmidt, Ewald A W. Untersuchungen über das Eindringen des Poloniums in Metalle (en alemany).  Hölder-Pichler-Tempsky A.G., 1927.
- Róna, Elisabeth; Schmidt, Ewald A. W. «Eine Methode zur Herstellung von hochkonzentrierten Poloniumpräparaten» (en alemany). Sitzungsberichte Akademie der Wissenschaften. Math-naturwissenschaften, 2A, 137, 1928, pàg. 103–115.[39]
- Róna, Elisabeth (en alemany) Zur Herstellung von Polonium aus Radiumverbindungen und aktiven Bleisalzen (Mitteilungen des Institutes für Radiumforschung 217. Math-naturwissenschaften, 2A, 137, 1928, pàg. 227–234.[21]
- Blau, Marietta; Róna, Elisabeth (en alemany) Anwendung der Chamié’schen photographischen Methode zur Prüfung des chemischen Verhaltens von Polonium. Math-naturwissenschaften, 2A, 139, 1930, pàg. 276–279.[39]
- Rona, Elizabeth; Rieder, Fritz. Untersuchungen über Reichweiten von Alpha-Strahlen der Actinium-Folgeprodukte (en alemany).  Hölder-Pichler-Tempsky, 1932.
- Róna, Elisabeth; Hoffer, Margarete. Verdampfungsversuche an Polonium in Sauerstoff und Stickstoff (en alemany).  Hölder-Pichler-Tempsky A.G., 1935.
- Róna, Elisabeth; Neuninger, Elisabeth. Beiträge zur Frage der künstlichen Aktivität des Thoriums (en alemany).  Hölder-Pichler-Tempsky A.G., 1936.
- Róna, Elisabeth; Scheichenberger, Herta; Stangl, Robert. Weitere Beiträge zur Frage der künstlichen Aktivität des Thoriums (en alemany).  Hölder-Pichler-Tempsky A.G., 1938.
- Rona, Elizabeth; Föyn, Ernst; Karlik, Berta; Pettersson, Hans. The Radioactivity of seawater.  Göteborg, Sweden: Elanders boktryck, 1939.
- Rona, Elizabeth. Exchange reactions of uranium ions in solution.  Oak Ridge, Tennessee: U.S. Atomic Energy Commission, 1948.
- Rona, Elizabeth. Some aspects of isotopic exchange reactions.  Oak Ridge, Tennessee: U.S. Atomic Energy Commission, 1949.
- Rona, Elizabeth; Gilpatrick, L O; Jeffrey, Lela M, et. al. «Uranium determination in sea water». Eos: Transactions American Geophysical Union. American Geophysical Union [Washington, D.C.], 37, 6, 1956, pàg. 697–701. DOI: 10.1029/tr037i006p00697.
- Rona, Elizabeth «A method to determine the isotopic ratio of Thorium-232 to Thorium-230 in minerals». Eos: Transactions American Geophysical Union. American Geophysical Union [Washington, D.C.], 38, 5, 1957, pàg. 754–759. DOI: 10.1029/tr038i005p00754.
- Rona, Elizabeth; Hood, Donald W; Muse, Lowell; Buglio, Benjamin «Activation Analysis of Manganese and Zinc in Sea Water». Limnology and Oceanography. Association for the Sciences of Limnology and Oceanography, Inc. [Washington, D.C.], 7, 2, 1962, pàg. 201–206. DOI: 10.4319/lo.1962.7.2.0201.
- Rona, Elizabeth; Akers, L K; Noakes, John E; Supernaw, Irwin «Geochronology in the Gulf of Mexico. Part I». Progress in Oceanography. Elsevier [Philadelphia, Pennsylvania], 3, 1963, pàg. 289–295. DOI: 10.1016/0079-6611(65)90024-8.
- Rona, Elizabeth «Geochronology of Marine and Fluvial Sediments». Science. American Association for the Advancement of Science [Washington, D.C.], 144, 3626, 26-06-1964, pàg. 1595–1597.
- Rona, Elizabeth Natural radioactive elements in marine environment. Atomic Energy Commission [Miami, Florida], 1967.
- Rona, Elizabeth. How it came about: radioactivity, nuclear physics, atomic energy.  Oak Ridge, Tennessee: Oak Ridge Associated Universities, 1978. ISBN 978-0-930-78003-6.